# ハンス・フォンク (サッカー選手)
ハンス・フォンク（Hans Vonk）ことヨハネス・アリアヌス・フォンク（Johannes Adrianus Vonk、1970年1月30日 - ）は、南アフリカ共和国・アルベルトン出身の元同国代表サッカー選手でありサッカー指導者。ポジションはGK。1990年代のエールディヴィジを代表する選手。
エールディヴィジの外国人選手最多出場記録を持つ。

## 経歴

### クラブ
RKCヴァールヴァイクでプロデビューを果たした。1993年に移籍したSCヘーレンフェーンでは、8シーズンにわたって守護神を務め、この時にエールディヴィジを代表するGKへと成長した。
その後は母国のクラブアヤックス・ケープタウンFCやオランダ国内のクラブを転々とし、2011年にアヤックス・ケープタウンで現役を引退した。

### 代表
南アフリカ共和国代表として、1998 FIFAワールドカップと2002 FIFAワールドカップの2大会に参加し、両大会で正GKを務めた。

## 代表歴

### 出場大会
- 南アフリカ代表
  - 1998 FIFAワールドカップ
  - 2002 FIFAワールドカップ

### 試合数
- 国際Aマッチ 43試合 0得点（1998年-2005年）[1]

| 南アフリカ代表 | 国際Aマッチ | 国際Aマッチ |
| 年             | 出場        | 得点        |
| -------------- | ----------- | ----------- |
| 1998           | 7           | 0           |
| 1999           | 6           | 0           |
| 2000           | 2           | 0           |
| 2001           | 6           | 0           |
| 2002           | 8           | 0           |
| 2003           | 0           | 0           |
| 2004           | 7           | 0           |
| 2005           | 7           | 0           |
| 通算           | 43          | 0           |